# Олеськив, Василий Иванович
Васи́лий Ива́нович Олеськив (укр. Василь Іванович Олеськів; 12 октября 1924, Бишки, Тарнопольское воеводство, Польская Республика — 17 декабря 2016, Лондон, Великобритания) — общественно-политический деятель украинской эмиграции, один из руководителей ОУН(б), а в 1987—1991 годы её глава. Поддерживал тесные контакты с такими украинскими националистами как Степан Бандера и Ярослав Стецько.

## Биография
Его родители, Иван и Анастасия, были украинскими националистами и своих детей, Василия и дочь Стефанию, воспитывали с детства в религиозном и националистическом духе.
Начальную пятилетнюю школу окончил в родном селе, а неполную среднюю в соседнем селе Куропатники в 1941 году. Во время немецкой оккупации учился в Бережанской гимназии, которую окончил матуральным экзаменом в феврале 1944 года. Именно этот период считается завершающим в его воспитательном процессе, потому что помимо углубления знаний, что дает классическая гимназия, особенно по украиноведческим предметам, он прошел трехлетний идеологически-политический выучку в рядах Юношества ОУН, с одновременной практической работой для нужд ОУН-УПА.
9 мая 1944 года вместе с более чем сотней односельчан попал в руки немцев и вывезен в первую очередь к Польше, а затем во Францию, где в половине августа оказался по стороне наступающих союзнических войск. В январе 1945 года перевезен в Великобританию, где под угрозой принудительного вывоза в СССР, поступил в польскую армию под британским командованием.
После окончания войны, он, как ветеран войны, получил стипендию на студии гражданской инженерии в Лондонском университете, которые успешно окончил в 1951 году.
При его активном участии в подготовительной стадии и проведении учредительных собраний появились такие организации как «Союз Украинцев в Великобритании» (1946), «Украинская Студенческая Община» (1947), «Союз Украинской Молодёжи» (1948), еженедельник «Украинский Клич» (1947), журнал «Освободительный Путь» (1948), «Делегатура АБН в Великобритании» (1949), «Украинский Издательский Союз» (1950), несколько позже Объединения бывших Воинов Украинцев в Великобритании, Кооперативный союз «Новая Фортуна», торговое предприятие «Подолия», Украинская Информационная Служба. Во всех этих учреждениях он был долгие годы членом руководящих или контрольных органов, а как инженер-строитель имел надзор с ветви этих организаций над покупкой и развитием народных домов, домов для молодежи и пенсионеров. Он возглавлял Комитет построения памятника Владимиру Великому в Лондоне в тысячелетия «Крещения Украины».
В 1987—1991 годах возглавлял ОУН(б).
С 1991 года до конца жизни постоянно посещал Украину, занимался увековечиванием украинских националистов. Является автором ряда статей о деятельности ОУН(б).